# 21 septembre 1928
Le vendredi 21 septembre 1928 est le 265e jour de l'année 1928.

## Naissances
- Édouard Glissant (mort le 3 février 2011), romancier, poète et philosophe martiniquais (1928-2011)
- Frank Foster (mort le 26 juillet 2011), compositeur et saxophoniste de jazz américain
- Giancarlo Badessi (mort le 6 décembre 2011), acteur italien
- Jean-Henri Pargade (mort le 4 septembre 1977), joueur français de rugby à XV
- Jean Liénard (mort le 16 novembre 2005), joueur de rugby

## Décès
- Émile Valentin Berthélemy (né le 27 septembre 1855), peintre français

## Événements
- Fin des élections législatives suédoises de 1928
- Découverte de l'astéroïde (1123) Shapleya
- Fin de l'ouragan Okeechobee